# Bundesliga 2023-24 (Austria)
La temporada 2023-24 fue la 112.ª edición de la Bundesliga de Austria, la máxima categoría del fútbol profesional en Austria. La temporada comenzó en julio de 2023 y finalizó a finales de mayo de 2024.
El Sturm Graz es el campeón de la Bundesliga Austriaca, tras conseguir el título después de 10 años consecutivos ganando el Red Bull Salzburg

## Formato de competencia
El torneo se divide en dos etapas, en la primera etapa o temporada regular los doce clubes se enfrentaron todos contra todos en dos ocasiones (una en campo propio y otra en campo contrario) completando 22 fechas. A continuación en la segunda etapa el torneo se dividió en dos grupos el Grupo campeonato, que enfrentó a los seis primeros de la temporada regular que lucharon por el título y el Grupo descenso que lo disputaron los equipos ubicados desde la séptima a la duodécima posición de la temporada regular que lucharon por evitar el descenso a la 2. Liga o Erste Liga.
Se jugó bajo el reglamento FIFA con un sistema de puntuación de 3 puntos por victoria, 1 por empate y ninguno en caso de derrota.
Al final, el que sumó más puntos, obtuvo el título de campeón de la Bundesliga y la clasificación para la próxima edición de la Liga de Campeones de la UEFA. El segundo clasificado obtuvo una plaza en la Liga Europa de la UEFA y el tercer clasificado obtuvo una plaza para jugar la Tercera ronda de clasificación  de la Liga de Conferencia Europa. El equipo con menos puntos al término de la liga fue descendido a la Erste Liga (segunda categoría).

## Ascensos y descensos
El SV Ried descendió a la 2. Liga de Austria después de finalizar en el último lugar en la Ronda de Descenso 2022-23, poniendo fin a tres temporadas de permanencia en la máxima categoría. FC Blau-Weiß Linz ascendió por primera vez en su historia a partir de esta temporada, como campeones de la Segunda Liga de Fútbol de Austria 2022-23.
| Pos. | Descendido de la Bundesliga (Austria) 2022-23 |
| ---- | --------------------------------------------- |
| 12.º | SV Ried                                       |

| Pos. | Ascendido de la 2. Liga de Austria 2022-23 |
| ---- | ------------------------------------------ |
| 1.º  | FC Blau-Weiß Linz                          |

## Equipos participantes
| Club                  | Ciudad     | Estadio                  | Capacidad |
| --------------------- | ---------- | ------------------------ | --------- |
| SC Austria Lustenau   | Lustenau   | Reichshofstadion         | 8 800     |
| SK Austria Klagenfurt | Klagenfurt | Wörthersee Stadion       | 32 000    |
| FK Austria Viena      | Viena      | Generali Arena           | 17 500    |
| FC Blau-Weiß Linz     | Linz       | Hofmann Personal Stadion | 5595      |
| TSV Hartberg          | Hartberg   | Stadion Hartberg         | 4500      |
| Linzer ASK            | Linz       | Raiffeisen Arena         | 19 080    |
| SK Rapid Viena        | Viena      | Allianz Stadion          | 28 000    |
| Red Bull Salzburgo    | Salzburgo  | Red Bull Arena           | 30 188    |
| SC Rheindorf Altach   | Altach     | Stadion Schnabelholz     | 8500      |
| SK Sturm Graz         | Graz       | Merkur Arena             | 15 323    |
| Wolfsberger AC        | Wolfsberg  | Lavanttal-Arena          | 7300      |
| WSG Tirol             | Innsbruck  | Tivoli Stadion Tirol     | 17 400    |

## Temporada regular

### Tabla de posiciones
| Pos. | Equipo             | Pts. | PJ | G  | E  | P  | GF | GC | Dif. | Clasificación                |
| ---- | ------------------ | ---- | -- | -- | -- | -- | -- | -- | ---- | ---------------------------- |
| 1    | Red Bull Salzburg  | 50   | 22 | 15 | 5  | 2  | 45 | 12 | +33  | Clasifica a Grupo Campeonato |
| 2    | Sturm Graz         | 46   | 22 | 13 | 7  | 2  | 37 | 15 | +22  | Clasifica a Grupo Campeonato |
| 3    | LASK               | 35   | 22 | 9  | 8  | 5  | 26 | 18 | +8   | Clasifica a Grupo Campeonato |
| 4    | TSV Hartberg       | 34   | 22 | 9  | 7  | 6  | 33 | 28 | +5   | Clasifica a Grupo Campeonato |
| 5    | Austria Klagenfurt | 34   | 22 | 8  | 10 | 4  | 29 | 27 | +2   | Clasifica a Grupo Campeonato |
| 6    | Rapid Wien         | 33   | 22 | 8  | 9  | 5  | 38 | 21 | +17  | Clasifica a Grupo Campeonato |
| 7    | Austria Wien       | 33   | 22 | 9  | 6  | 7  | 25 | 22 | +3   | Clasifica a Grupo Descenso   |
| 8    | Wolfsberger AC     | 30   | 22 | 8  | 6  | 8  | 29 | 32 | −3   | Clasifica a Grupo Descenso   |
| 9    | Rheindorf Altach   | 19   | 22 | 4  | 7  | 11 | 17 | 30 | −13  | Clasifica a Grupo Descenso   |
| 10   | Blau-Weiß Linz     | 19   | 22 | 4  | 7  | 11 | 22 | 38 | −16  | Clasifica a Grupo Descenso   |
| 11   | WSG Tirol          | 14   | 22 | 4  | 2  | 16 | 20 | 42 | −22  | Clasifica a Grupo Descenso   |
| 12   | Austria Lustenau   | 10   | 22 | 2  | 4  | 16 | 13 | 49 | −36  | Clasifica a Grupo Descenso   |

 Fuente: Austrian Football Bundesliga
Criterios de clasificación: 1) Puntos; 2) Récord de cabeza a cabeza; 3) diferencia de goles; 4) Goles marcados; 5) Partidos ganados; 6) Partidos fuera de casa ganados; 7) Goles de visitante marcados.

### Resultados
| Local \ Visitante  | AKL | ALU | AWI | BWL | LSK | RWI | RBS | ALT | STU | HAR | WAG | WSG |
| ------------------ | --- | --- | --- | --- | --- | --- | --- | --- | --- | --- | --- | --- |
| Austria Klagenfurt | —   | 1–0 | 2–2 | 2–0 | 1–3 | 1–1 | 2–2 | 1–1 | 0–3 | 1–1 | 2–2 | 1–0 |
| Austria Lustenau   | 0–1 | —   | 0–2 | 2–0 | 1–3 | 0–5 | 0–4 | 0–3 | 0–1 | 0–4 | 2–3 | 2–3 |
| Austria Wien       | 2–2 | 1–0 | —   | 4–0 | 0–0 | 0–0 | 0–0 | 2–1 | 0–3 | 3–1 | 0–0 | 2–0 |
| Blau-Weiß Linz     | 0–0 | 0–0 | 1–2 | —   | 2–0 | 0–5 | 1–1 | 1–1 | 1–1 | 3–3 | 2–0 | 1–2 |
| LASK               | 2–2 | 2–0 | 2–0 | 2–0 | —   | 1–1 | 0–1 | 1–0 | 3–1 | 0–0 | 0–1 | 1–0 |
| Rapid Wien         | 2–3 | 1–1 | 3–0 | 1–0 | 3–3 | —   | 0–1 | 4–0 | 1–1 | 0–1 | 3–3 | 1–1 |
| Red Bull Salzburg  | 1–0 | 7–0 | 2–0 | 0–1 | 0–1 | 2–0 | —   | 3–0 | 1–1 | 3–2 | 1–0 | 3–0 |
| Rheindorf Altach   | 0–1 | 3–0 | 2–1 | 1–1 | 0–0 | 0–2 | 0–2 | —   | 1–2 | 1–2 | 0–0 | 1–0 |
| Sturm Graz         | 0–0 | 2–0 | 0–1 | 4–1 | 2–0 | 1–1 | 2–2 | 1–0 | —   | 2–1 | 4–0 | 1–0 |
| TSV Hartberg       | 0–3 | 2–2 | 2–1 | 3–2 | 0–0 | 1–0 | 1–5 | 0–0 | 1–1 | —   | 2–0 | 3–0 |
| Wolfsberger AC     | 4–0 | 1–1 | 1–0 | 2–1 | 2–1 | 0–2 | 1–2 | 1–1 | 1–2 | 0–3 | —   | 4–1 |
| WSG Tirol          | 1–3 | 0–2 | 0–2 | 2–4 | 1–1 | 1–2 | 0–2 | 5–1 | 0–2 | 1–0 | 2–3 | —   |

## Grupo Campeonato

### Tabla de posiciones
| Pos. | Equipo             | Pts. | PJ | G  | E  | P  | GF | GC | Dif. | Clasificación                                        |
| ---- | ------------------ | ---- | -- | -- | -- | -- | -- | -- | ---- | ---------------------------------------------------- |
| 1    | Sturm Graz (C)     | 44   | 32 | 19 | 10 | 3  | 56 | 23 | +33  | Fase de liga de la Liga de Campeones                 |
| 2    | Red Bull Salzburg  | 42   | 32 | 20 | 7  | 5  | 74 | 29 | +45  | Tercera ronda clasificatoria de la Liga de Campeones |
| 3    | LASK               | 34   | 32 | 14 | 10 | 8  | 43 | 33 | +10  | Play-offs de la Liga Europa                          |
| 4    | Rapid Viena        | 28   | 32 | 11 | 12 | 9  | 47 | 35 | +12  | Segunda ronda de la Liga Europa                      |
| 5    | TSV Hartberg       | 28   | 32 | 12 | 9  | 11 | 49 | 52 | −3   | Play-Offs para la Liga Conferencia                   |
| 6    | Austria Klagenfurt | 22   | 32 | 9  | 12 | 11 | 40 | 50 | −10  |                                                      |

Actualizado a los partidos jugados el 19 de mayo de 2024.
 Fuente: Austrian Football Bundesliga

## Grupo Descenso

### Tabla de posiciones
| Pos. | Equipo               | Pts. | PJ | G  | E  | P  | GF | GC | Dif. | Clasificación                      |
| ---- | -------------------- | ---- | -- | -- | -- | -- | -- | -- | ---- | ---------------------------------- |
| 1    | Wolfsberger AC (O)   | 31   | 32 | 12 | 10 | 10 | 41 | 39 | +2   | Play-offs para la Liga Conferencia |
| 2    | Austria Wien (O)     | 29   | 32 | 12 | 10 | 10 | 35 | 34 | +1   | Play-offs para la Liga Conferencia |
| 3    | Blau-Weiß Linz       | 22   | 32 | 7  | 11 | 14 | 33 | 48 | −15  |                                    |
| 4    | Rheindorf Altach     | 21   | 32 | 6  | 13 | 13 | 27 | 40 | −13  |                                    |
| 5    | WSG Tirol            | 19   | 32 | 7  | 5  | 20 | 29 | 55 | −26  |                                    |
| 6    | Austria Lustenau (D) | 16   | 32 | 4  | 9  | 19 | 22 | 58 | −36  | Descenso a 2. Liga                 |

Actualizado a los partidos jugados el 18 de mayo de 2024.
 Fuente: Austrian Football Bundesliga
Criterios de clasificación: 1) Puntos; 2) Récord de cabeza a cabeza; 3) diferencia de goles; 4) Goles marcados; 5) Partidos ganados; 6) Partidos fuera de casa ganados; 7) Goles de visitante marcados.

## Play-offs para Liga Conferencia

### Semifinal
| 21 de mayo de 2024 | Wolfsberger AC | 1:2 (0:1) | Austria Wien          | Lavanttal-Arena, Wolfsberg |                          |
| 19:00              | Boakye 64'     | Reporte   | Meisl 8' · Fitz 90+4' | Árbitro(s): Stefan Ebner   | Árbitro(s): Stefan Ebner |

### Final
| 24 de mayo de 2024 | Austria Wien           | 2:1 (0:0) | TSV Hartberg | Generali Arena, Viena          |                                |
| 19:30              | Holland 51' · Fitz 58' | Reporte   | Entrup 84'   | Árbitro(s): Sebastian Gishamer | Árbitro(s): Sebastian Gishamer |

| 28 de mayo de 2024 | TSV Hartberg | 0:1 (0:1) (Global 1:3) | Austria Wien | Lavanttal-Arena, Wolfsberg |                            |
| 19:00              |              | Reporte                | Holland 39'  | Árbitro(s): Walter Altmann | Árbitro(s): Walter Altmann |

## Goleadores
- Actualizado al 12 de mayo de 2024[3]

| Pos. | Jugador           | Club               | Goles |
| ---- | ----------------- | ------------------ | ----- |
| 1    | Karim Konaté      | Red Bull Salzburg  | 19    |
| 2    | Marco Grüll       | Rapid Wien         | 13    |
| 3    | Maximilian Entrup | TSV Hartberg       | 12    |
| 3    | Thierno Ballo     | Wolfsberger AC     | 12    |
| 3    | Marin Ljubičić    | LASK               | 12    |
| 6    | Andreas Gruber    | Austria Wien       | 11    |
| 6    | Donis Avdijaj     | TSV Hartberg       | 11    |
| 8    | Sinan Karweina    | Austria Klagenfurt | 10    |
| 8    | Ronivaldo Sales   | Blau-Weiß Linz     | 10    |
| 10   | Andy Irving       | Austria Klagenfurt | 9     |
| 10   | Robert Žulj       | LASK               | 9     |
| 10   | Otar Kiteishvili  | Sturm Graz         | 9     |